# Лесканич, Катрина
Катрина Лесканич (англ. Katrina Elizabeth Leskanich; род. 10 апреля 1960, Топика) — американская певица, писательница и бывшая вокалистка британско-американской поп-рок группы Katrina and the Waves, чья песня «Walking on Sunshine» стала международным хитом в 1985 году, а благодаря их песне «Love Shine a Light» Великобритания выиграла Евровидение 1997 года.

## Биография

### Ранняя жизнь
Её отец был полковником ВВС Соединенных Штатов, поэтому Катрина со своими четырьмя сёстрами и братом часто переезжали в детстве. Семья переехала в Великобританию в 1976 году.

### Карьера
Стать певицей Катрину вдохновили Motown, Stax и американский рок, а также девичьи группы, такие как The Shangri-Las и The Shirelles. В 1983 году Катрина и её тогдашний парень Винс де ла Круз основали группу с англичанами Алексом Купером и Кимберли Рю. Первый прорыв произошел в 1984 году когда The Bangles перепели их песню «Going Down To Liverpool». Это привлекло внимание к группе и привело к подписанию контракта с Capitol Records.
Первый альбом продюсировал Скотт Литт, который также был продюсером R.E.M. и Нирваны. Первый альбом, вышедший в 1985 году имел большой успех, а песня «Walking on Sunshine» стала международным хитом и попала в десятку лучших в каждой стране. В течение 90-х годов группа стабильно записывала треки, хотя они были доступны только в континентальной Европе и Канаде. Также они записали песню «We Gotta Get Out of This Place» с Эриком Бердоном для сериала «China Beach». В 1997 году коллектив победил на Евровидении с песней «Love Shine a Light», набрав рекордное количество баллов. Группа «Katrina and the Waves» распалась в 1999 году.
Первый сольный альбом Катрина записала в 2005 году. В июле 2010 года Лесканич записала The Live Album по случаю 25-летия «Walking on Sunshine». Альбом содержит живую и блюзовую версии песен. В сентябре 2010 года Катрина перевыпустила свой альбом Turn The Tide, добавив 2 бонусных трека, а в мае 2011 года — EP Spititualize.
Второй сольный альбом Blisland был выпущен в 2014 году. Сама певица прокомментировала это так: «Мне хотелось записать альбом, который отражал мою любовь ко всем жанрам музыки, на которых я выросла».
В 2017 году гастролировала в США в ретро-туре Retro Futura и выпустила свой первый сборник The Very Best of Katrina. В ноябре 2017 года Катрина приняла участие в программе BBC Children in Need Rocks 80-х годов. В 2018 году Катрина выпустила новый сингл «I can’t Give You Anything but Love».